# Ceylonosticta montana
Ceylonosticta montana is een libellensoort uit de familie van de Platystictidae, onderorde juffers (Zygoptera). Oude namen voor deze soort zijn Platysticta montana en Drepanosticta montana.
De wetenschappelijke naam van de soort is voor het eerst geldig gepubliceerd in 1860 als Platysticta montana door Hagen in Selys.